# Masque (genere teatrale)

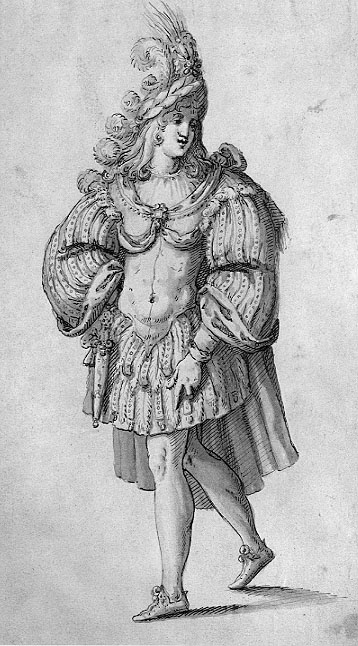
Costume per un Cavaliere, di Inigo Jones: l'elmo piumato, il torace muscoloso nell'armatura ed altre convenzioni erano ancora utilizzate per l'opera seria nel XVIII secolo

Per masque (termine usato al maschile nella lingua italiana) s'intende una forma di rappresentazione teatrale di corte che comparve nel XVI e primo XVII secolo in Europa. Sebbene le sue origini risalgano al tardo Medioevo italiano e francese, in forme che includevano l'intermedio (una versione pubblica del masque fu il pageant), il masque conosce la sua fortuna e la sua elaborazione compiuta in Inghilterra, grazie soprattutto al drammaturgo Ben Jonson.
Da principio il masque è essenzialmente un corteo di maschere che suonano, ballano e invitano gli astanti a partecipare a danze e giochi. In un secondo momento il corteo viene introdotto da un prologo in versi. Ben Jonson ne fa una vera e propria rappresentazione teatrale, costituita da una serie di situazioni allegoriche con un loro apparato scenografico.
Un masque coinvolge musica e danza, canto e recitazione, all'interno di una scenografia elaborata in cui l'inquadratura architettonica ed i costumi potrebbero essere progettati da un rinomato architetto, per rappresentare al Signore un'allegoria deferente e adulatoria. Attori professionisti e musicisti venivano reclutati per le parti sia recitate che cantate. Spesso i masque che non parlavano o cantavano erano cortigiani: Anna di Danimarca, regina consorte del re Giacomo I, spesso ballava con le sue dame nei masque, tra il 1603 e il 1611 ed Enrico VIII e Carlo I si esibivano in masque alle loro corti. Nella tradizione del masque, Luigi XIV danzava in balletti a Versailles con musiche di Jean-Baptiste Lully.

## Sviluppo
La tradizione del Masque si era sviluppata dalle parate elaborate e dagli spettacoli di corte del Duca di Borgogna nel tardo Medioevo. I masque erano tipicamente un omaggio complimentoso al principe da parte dei suoi ospiti e potevano riunire adattamenti pastorali, favole mitologiche e gli elementi drammatici tipici dei dibattiti di ordine etico. C'era sempre qualche applicazione politica e sociale dell'allegoria. Tali parate spesso celebravano una nascita, un matrimonio, un cambiamento di sovrano, un'entrata reale e invariabilmente si concludevano con un quadro di beatitudine e di concordia. L'immaginario del masque tendeva ad essere tratto da fonti classiche piuttosto che cristiane, e l'artificio era parte del Gran ballo. Il masque quindi si prestava ad un trattamento manieristico nelle mani di maestri stilisti come Giulio Romano o Inigo Jones. 
I nuovi storici, in opere come i saggi di Bevington e Holbrook The Politics of the Stuart Court Masque (1998), hanno sottolineato il sottinteso politico del Masque. A volte, il sottinteso politico non era difficile da trovare: Il Trionfo della Pace, messo su con una grande quantità di denaro sottratto al parlamento da Carlo I, causò grande offesa per i puritani. Le feste di corte di Caterina de' Medici, spesso ancora più apertamente politiche, erano tra i divertimenti più spettacolari del suo tempo, anche se gli "intermezzi" della corte dei Medici a Firenze potevano reggere il confronto.

### Dumbshow
Nella tradizione del teatro inglese, un dumbshow è un intermezzo, tipo masque, di pantomima silenziosa di solito con un contenuto allegorico che fa riferimento ad una commedia o al suo tema. Il più famoso è la pantomima recitata in Amleto (III.ii). Un dumbshow potrebbe essere uno spettacolo in movimento, come una processione, come in The Spanish Tragedy di Thomas Kyd (1580), o potrebbero formare un tableau pittorico, come quello nella tragedia di Shakespeare, Pericle Principe di Tiro (III, i), un tableau che viene immediatamente esplicato con una certa ampiezza dal poeta-narratore, John Gower. I dumbshow erano un elemento medievale che ha continuato ad essere popolare nel primo Dramma elisabettiano, ma già da quando erano state messe in scena Pericle (c 1607-1608.) o Amleto (c 1600-1602.), erano forse già curiosamente antiquati: "Che significa questo, mio signore?" è la reazione di Ophelia. Nel masque inglese intermezzi puramente musicali potevano essere accompagnati da un dumbshow.

## Origini

Rodolfo II come Vertumnus
Olio su tavola del 1590 di Giuseppe Arcimboldo (1527–1593)

Il masque affonda le sue origini in una tradizione popolare, secondo la quale gli attori mascherati vorrebbero all'improvviso chiamare un nobile nella sua sala, danzandogli attorno e portandogli doni, in certe notti dell'anno o durante il festeggiamento di particolari occasioni dinastiche. La presentazione campagnola di "Pyramus e Thisbe" come un intrattenimento matrimoniale nel Sogno di una notte di mezza estate di Shakespeare ne offre un esempio ben noto; gli spettatori venivano invitati ad unirsi alle danze e alla fine i commedianti dovevano togliersi le maschere per rivelare la propria identità.

### Inghilterra
In Inghilterra i masque di corte dei Tudor si erano sviluppati da precedenti guisings, in cui una figura allegorica mascherata avrebbe dovuto apparire e accompagnare la compagnia riunita con un tema musicale studiato per l'occasione; i masque alla corte di Elisabetta sottolineano la concordia e l'unità tra la Regina e il Regno. Una narrazione descrittiva di un masque processionale è il masque dei sette peccati capitali ne La Regina delle fate (Libro I, Canto IV) di Edmund Spenser. Un masque particolarmente elaborato, eseguito nel corso di due settimane per la regina Elisabetta, è descritto nel romanzo del 1821 Kenilworth, di Sir Walter Scott. Più tardi, alla corte di Giacomo I, gli elementi narrativi del masque diventano più significativi. Le trame erano spesso su temi classici o allegorici, glorificando il mecenate reale o nobile. Alla fine, il pubblico si sarebbe unito con gli attori in una danza finale. Ben Jonson ha scritto un certo numero di masque con scenografia di Inigo Jones. Le loro opere sono generalmente considerate come le più significative nel genere. Anche Sir Philip Sidney scrisse alcuni masque.
William Shakespeare scrisse un intermezzo tipo masque ne La tempesta, interpretato dagli studiosi moderni come una pesante influenza dei testi dei masque di Ben Jonson e del suo sceneggiatore Inigo Jones. C'è anche una scena di masque nel suo Giulietta e Romeo ed Enrico VIII. Comus di John Milton, con musiche di Henry Lawes è descritto come un masque, sebbene venga spesso ricondotto al genere pastorale.
Le riprese di masque dell'epoca Stuart sono poche e rare. Una parte del problema è che solo i testi sono pervenuti completi; non c'è alcuna musica per intero, ma solo frammenti, cosicché non può essere eseguita una rappresentazione importante, senza essere costretti ad inventare l'interpretazione.
C'è un resoconto dettagliato, divertente e malizioso di Sir John Harington a proposito di un masque del 1606 su Salomone e la regina di Saba: di quanto egli non fosse tanto preoccupato per il masque ma piuttosto dal bere notoriamente pesante alla corte di re Giacomo I; "Il divertimento è continuato, e la maggior parte dei presenti o si erano rovesciati o erano caduti, cosicché il vino aveva fatto occupare loro le camere superiori". Per quanto siamo in grado di accertare i dettagli del masque, la regina di Saba doveva portare i suoi doni al Re, rappresentato da Salomone e doveva essere seguita dagli spiriti di Fede, Speranza, Carità, Vittoria e Pace. Purtroppo, come riportò Harington allegramente, l'attrice che interpretava la Regina inciampò nei gradini del trono, inviando i suoi doni in volo; Speranza e Fede erano troppo ubriache per dire una parola, mentre Pace, infastidita nel trovare la sua strada al trono bloccata, fece buon uso dei suoi simbolici rami di ulivo schiaffeggiando chiunque si trovasse sulla sua strada.
All'epoca della Restaurazione inglese (1660), il masque era finito, ma la semi-opera inglese, che si sviluppò nell'ultima parte del XVII secolo, un genere in cui John Dryden ed Henry Purcell collaborarono, prende in prestito alcuni elementi dal masque ed altri ancora dalla contemporanea raffinata  French opera di Jean-Baptiste Lully.
Nel XVIII secolo i masque venivano sempre meno frequentemente messi in scena. "Rule, Britannia!" iniziato come parte di Alfred, un masque su Alfred il Grande scritto insieme da James Thomson e David Mallet con le musiche di Thomas Arne, fu rappresentato per la prima volta al Cliveden, casa di campagna di Federico, principe di Galles. Eseguita per celebrare il terzo compleanno della figlia di Federico Augusta, rimane tra le più note canzoni patriottiche britanniche fino ad oggi, mentre il masque di cui era originariamente parte viene ricordato solo dagli storici specializzati.

## Eredità
Gli umanisti più importanti, poeti e artisti del giorno d'oggi , in tutta la piena intensità della loro creatività, si sono dedicati a produrre masque; e fino a quando i puritani non chiusero i teatri inglesi nel 1642, il masque è stata la forma d'arte più alta in Inghilterra. Ma a causa della sua natura effimera, non rimane molta documentazione relativa ai masque e gran parte di ciò che viene detto circa la produzione e la fruizione di questo genere teatrale è ancora in parte solo speculazione.

## Masque successivi

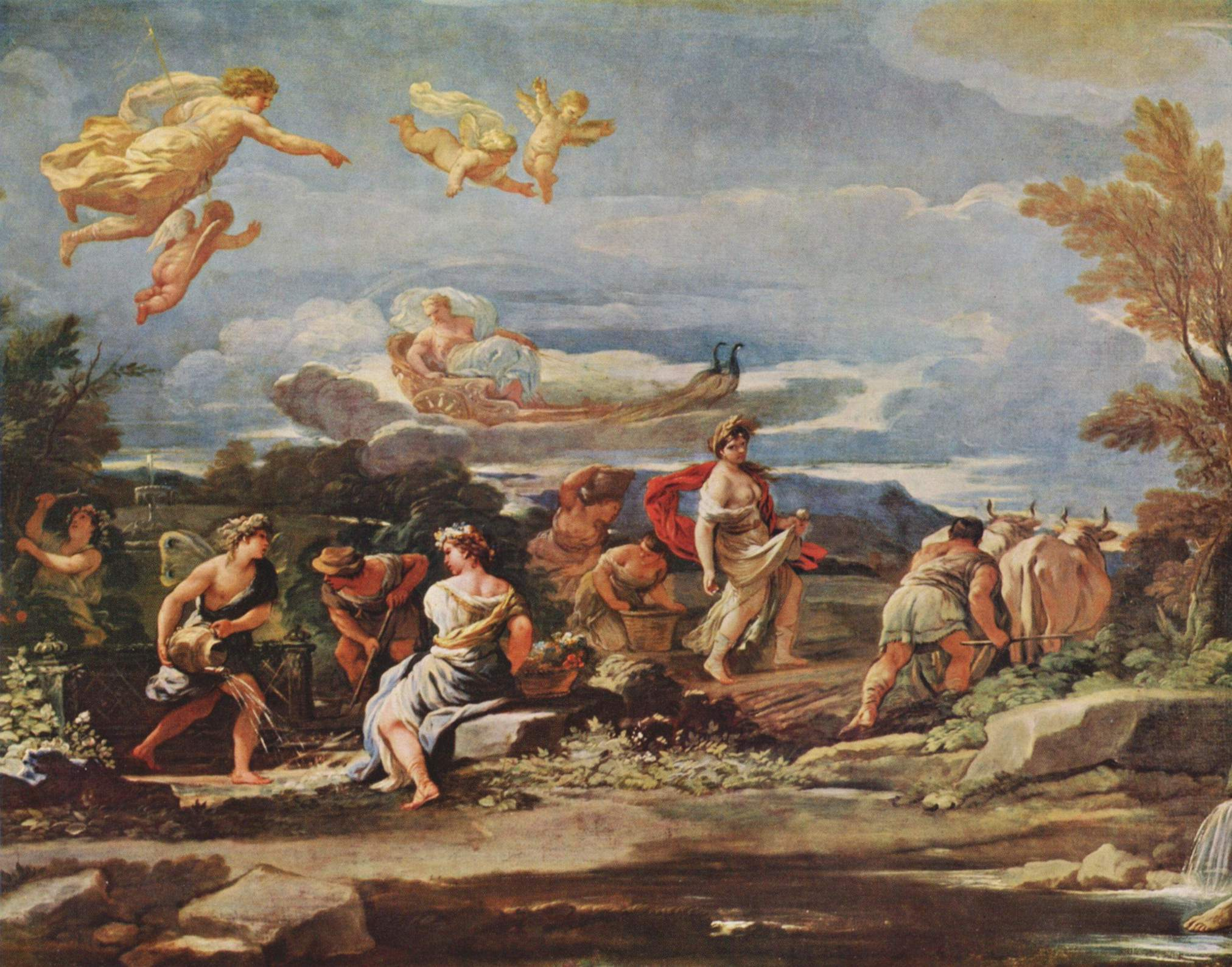
Vertumno e Pomona - Olio su tela di Luca Giordano

Mentre il masque non era più così popolare come lo era al suo apice nel XVII secolo, ci sono molti tardi esempi di masque. Durante la fine del XVII secolo, le semi-opere inglesi di compositori come Henry Purcell avevano scene di masque appropriatamente incastonate tra gli atti della semi-opera. Nel XVIII secolo William Boyce e Thomas Arne, tra gli altri compositori, hanno continuato a utilizzare il genere masque per lo più come un pezzo occasionale e il genere venne sempre più associato a temi patriottici. Ci sono esempi isolati per tutta la prima metà del XIX secolo..
Con la rinascita della composizione musicale inglese durante la fine del XIX e XX secolo (il cosiddetto Rinascimento musicale inglese), i compositori inglesi si rivolsero al masque come un modo per connettersi a una forma musicale drammatica autenticamente inglese, nei loro tentativi di costruire uno stile musicale nazionale per l'Inghilterra, storicamente informato. Gli esempi includono quelli di Arthur Sullivan, George Alexander Macfarren, e anche Edward Elgar, la cui imperialista Crown of India fu l'elemento centrale al London Coliseum nel 1912. Masque divennero comuni anche come scene nelle operette e nei lavori del teatro musicale ambientati durante il periodo elisabettiano.
Nel XX secolo Ralph Vaughan Williams scrisse diversi masque, compreso il suo capolavoro nel genere, Job, a masque for dancing eseguito in prima nel 1930, sebbene il lavoro sia più vicino ad un balletto che ad un masque come era stato originariamente intuito. Il suo definirlo un masque fu per indicare che la moderna normale coreografia quando egli scrisse la pièce non sarebbe stata adatta.
Anche Constant Lambert ha scritto un pezzo definito un masque, Summer's Last Will and Testament, per orchestra, coro e baritono. Ha preso il titolo da Thomas Nashe, il cui il masque è stato probabilmente il primo presentato davanti all'Arcivescovo di Canterbury, forse alla sua sede di Londra, Lambeth Palace, nel 1592.

## Lista di masque importanti
| Chloridia                           | Love Restored                                               | Oberon, the Faery Prince                      |
| Cupid and Death                     | Love's Triumph Through Callipolis                           | Pleasure Reconciled to Virtue                 |
| The Fairy-Queen                     | Love's Welcome at Bolsover                                  | Salmacida Spolia                              |
| The Fortunate Isles and Their Union | Luminalia                                                   | The Shepherd's Paradise                       |
| The Golden Age Restored             | The Masque of Augurs                                        | The Sun's Darling                             |
| The Gypsies Metamorphosed           | The Masque of Beauty                                        | Tempe Restored                                |
| The Hue and Cry After Cupid         | The Masque of Blackness                                     | Time Vindicated to Himself and to His Honours |
| Hymenaei                            | The Masque of the Inner Temple and Gray's Inn               | The Triumph of Beauty                         |
| The Lady of May                     | The Masque of Queens                                        | The Triumph of Peace                          |
| Lord Hay's Masque                   | The Memorable Masque of the Middle Temple and Lincoln's Inn | The Vision of Delight                         |
| The King's Entertainment at Welbeck | Mercury Vindicated from the Alchemists                      | The Vision of the Twelve Goddesses            |
| Love Freed from Ignorance and Folly | Neptune's Triumph for the Return of Albion                  | The World Tossed at Tennis                    |